# Логан (округ, Оклахома)
Шаблон:StateAbbr_ 35°55′ пн. ш. 97°27′ зх. д. / 35.91° пн. ш. 97.45° зх. д.
Округ Логан (англ. Logan County) — округ (графство) у штаті Оклахома, США. Ідентифікатор округу 40083.

## Історія
Округ утворений 1890 року.

## Демографія
За даними перепису
2000 року
загальне населення округу становило 33924 осіб, зокрема міського населення було 10951, а сільського — 22973.
Серед мешканців округу чоловіків було 16757, а жінок — 17167. В окрузі було 12389 домогосподарств, 8994 родин, які мешкали в 13906 будинках.
Середній розмір родини становив 3,04.
Віковий розподіл населення поданий у таблиці:
| Стать    | До 15 років | 15-21 | 22-29 | 30-39 | 40-49 | 50-65 | 65-85 | Понад 85 |
| -------- | ----------- | ----- | ----- | ----- | ----- | ----- | ----- | -------- |
| Чоловіки | 3631        | 2353  | 1589  | 2109  | 2569  | 2719  | 1636  | 151      |
| Жінки    | 3215        | 2239  | 1577  | 2306  | 2696  | 2733  | 1954  | 447      |

## Суміжні округи
- Гарфілд — північ
- Нобл — північ
- Пейн — північний схід
- Лінкольн — схід
- Оклахома — південь
- Кінгфішер — захід

## Виноски
1. ↑  U.S. Decennial Census. United States Census Bureau. Архів оригіналу за 19 липня 2018. Процитовано 21 лютого 2015.
2. ↑  Historical Census Browser. University of Virginia Library. Архів оригіналу за 11 серпня 2012. Процитовано 21 лютого 2015.
3. ↑  Forstall, Richard L., ред. (27 березня 1995). Population of Counties by Decennial Census: 1900 to 1990. United States Census Bureau. Архів оригіналу за 19 лютого 2015. Процитовано 21 лютого 2015.
4. ↑  Census 2000 PHC-T-4. Ranking Tables for Counties: 1990 and 2000 (PDF). United States Census Bureau. 2 квітня 2001. Архів оригіналу (PDF) за 18 грудня 2014. Процитовано 21 лютого 2015.
5. ↑  State & County QuickFacts. United States Census Bureau. Архів оригіналу за 6 червня 2011. Процитовано 9 листопада 2013.(англ.) Наведено за англійською вікіпедією.
6. ↑  American FactFinder. Бюро перепису населення США. Архів оригіналу за 26 лютого 2012. Процитовано 31 січня 2008.

| США | Це незавершена стаття з географії США. Ви можете допомогти проєкту, виправивши або дописавши її. |